# Звенигород (городище)

Мапа розташування основних городищ Збручанського культового центру.

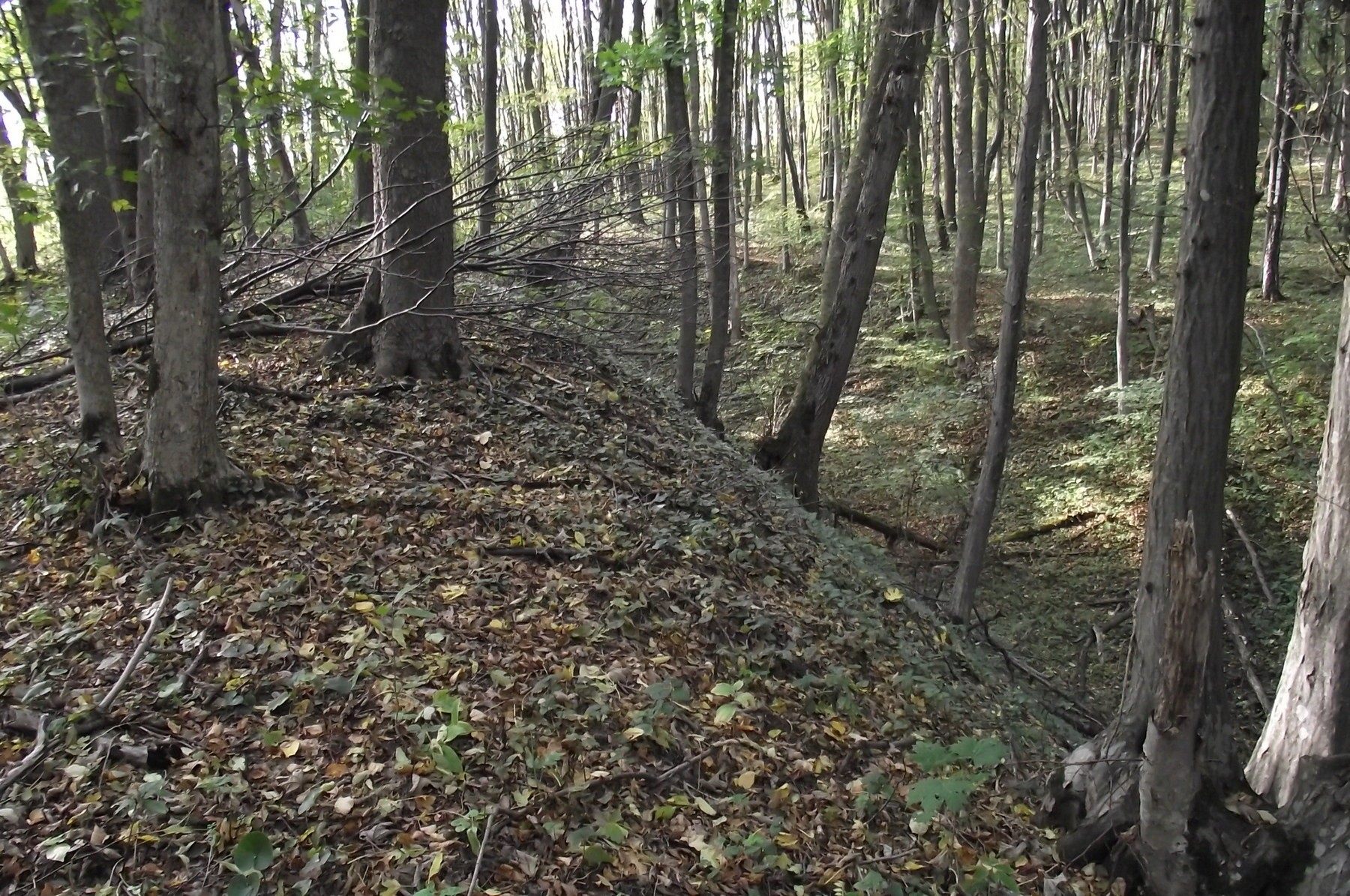
Зовнішній вал городища Звенигород.

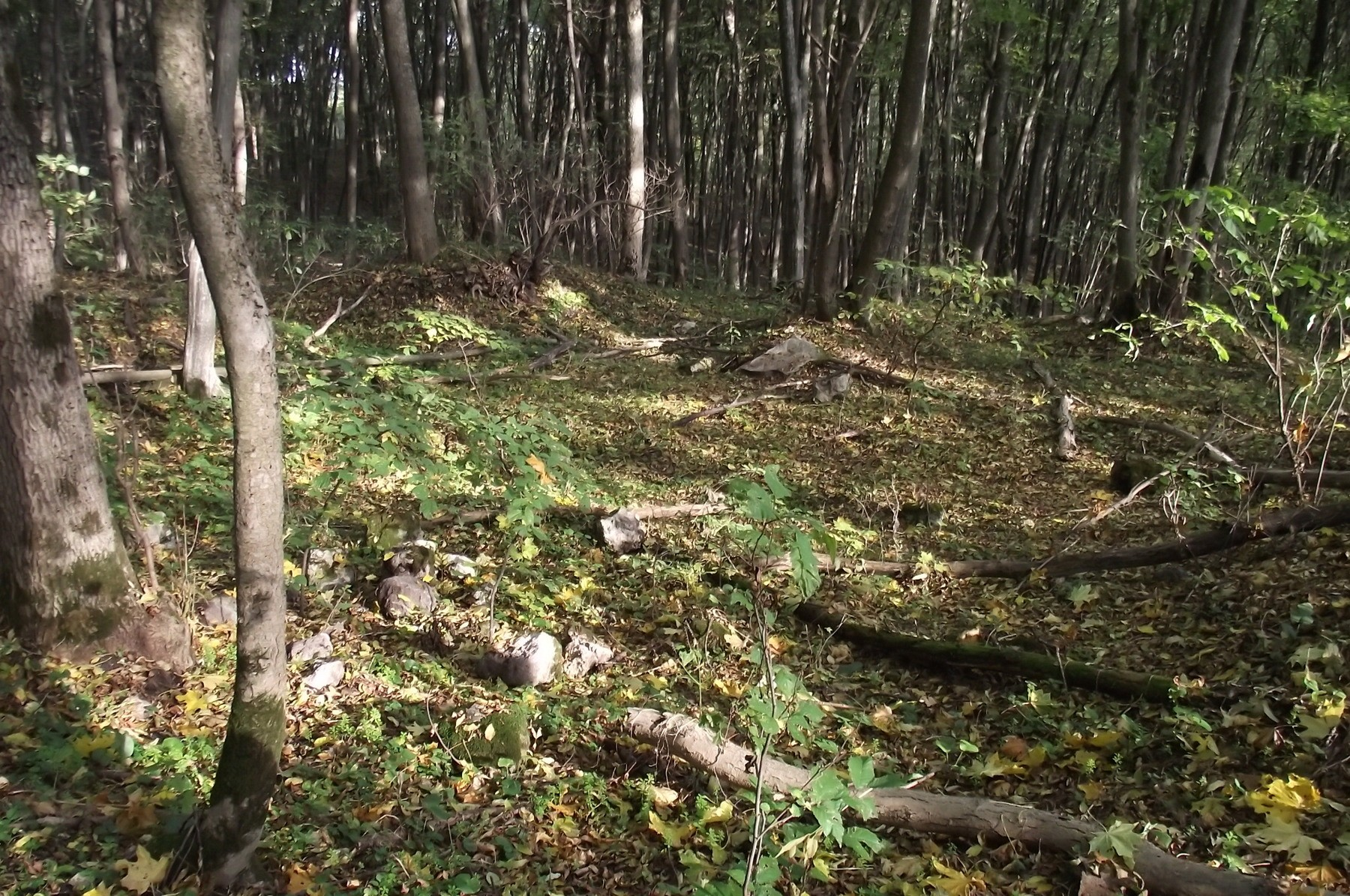
Місце одного із капищ

Звени́город — давньослов'янське язичницьке городище-святилище 10—14 століть. Входило до Збручанського культового центру. Розташоване на південь від села Крутилів Гусятинського району Тернопільської області, на правому березі річки Збруч.
Жвава розбудова Збручанського культового центру розпочалася приблизно в 9 столітті на території з цілющими джерелами, де зберігалися ще стародавніші культові пам'ятки: городища-сховища Трипільської (с. Крутилів), Висоцької (урочище Замчище) культур, земляні вали скіфського часу (урочища Богит, Ґовда та Звенигород).
У ході експедиції в горах на південь від села Крутилів поблизу річки Збруч виявлені залишки давньослов'янського святилища з трьома капищами та жертовними ямами навкруги. На кам'яних п'єдесталах горіли вогні, тут приносили дари богам. Тут знайдено срібні каблучки, скляні браслети, замки, ключі, сокири, стріли, коси, ножиці. Також знайдено храм, який за параметрами відповідає описам храмів західних слов'ян. У долівці храму було розкопано ідола. Дані розкопок свідчать, що святилище занепало поступово, не було знищеним ніким ззовні.
В одній зі споруд виявлено кінську збрую, тобто цілком імовірно, що тут могли тримати священного коня, як то було в Арконі.
Науковці припускають, що Збручанські святилища взяли на себе функції головного центру язичництва Русі замість ліквідованих Володимиром столичних храмів. Також ці святилища були відомі у слов'янському світі, як і комплекс в Арконі.
Згідно із даними розкопок, на самому Звенигороді релігійне життя занепало приблизно в XIV столітті. Але ряд фактів, встановлених при розкопках інших святинь Медоборів (Гора Рожаниця, узгір'я Баба, Триніг, Старий Кут, Баба, Високий Камінь), дають змогу датувати останні язичницькі богослужіння в Медоборах ще навіть у XVII столітті, що цілком імовірно, враховуючи віддаленість цілого комплексу цих галицько-подільських капищ від основних центрів християнізації тодішніх слов'янських земель.